# Мамедов, Ариф Балоглан оглы
Ариф Балоглан оглы Мамедов (азерб. Arif Baloğlan oğlu Məmmədov; род. 1982, Баку) — азербайджанский государственный деятель. Посол Азербайджана в Греции (с 2023).

## Биография
Родился в 1982 году в Баку. В 2003 году окончил Бакинский государственный университет. В 2005 году окончил магистратуру того же университета.
В 2010 году окончил магистратуру Метропольного университета по специальности «международные отношения и исследование Европы».
В 2017 году получил степень магистра Телферской школы управления Оттавского университета.
С 2004 по 2007 год являлся атташе МИД Азербайджана.
С 2007 по 2012 год являлся третьим, вторым секретарём посольства Азербайджана в Чехии.
С 2012 по 2016 год являлся первым секретарём посольства Азербайджана в Канаде.
С 2017 по 2018 год являлся начальником отдела по гуманитарным вопросам МИД Азербайджана.
С марта 2018 года по апрель 2020 года являлся советником посольства Азербайджана в Швейцарии.
С апреля 2020 года по май 2021 года являлся старшим советником и начальником отдела Администрации президента Азербайджана.
С мая 2021 года являлся начальником отдела транспортной политики Министерства транспорта, связи и высоких технологий Азербайджана.
Председатель Правления Государственного морского и портового агентства Азербайджана (27 октября 2021 — 27 октября 2023).
Посол Азербайджана в Греции (с 27 октября 2023).